# 이민수 (1992년)
이민수(1992년 1월 11일 ~ )은 대한민국의 축구 선수이다. 포지션은 미드필더이며, 현재 K리그2의 FC 안양에서 활동하고 있다.